# Sultan III ibn Muhammad al-Kasimi
Sultan III ibn Muhammad al-Kasimi, arab. سلطان بن محمد القاسمي (ur. 6 lipca 1939 w Szardży) – emir emiratu Szardża w Zjednoczonych Emiratach Arabskich od 1972 (z sześciodniową przerwą w czerwcu 1987). Autor książki The Myth of Arab Piracy in the Gulf (1986).

## Dzieci
- Szejk Moza Bint Salem Al Mana Al Falasi;
- Szejka Azza Bint Sultan Al Qasimi (1973);
- Szejk Mohammed Bin Sultan Al Qasimi (1974–1999);
- Szejka Jawaher Bint Mohammed Al Qasimi;
- Szejk Maryam Bint Sultan Bin Ahmed Al Qasimi;
- Szejk Ahmed Bin Sultan Bin Ahmed Al Qasimi;
- Szejka Alia Bint Sultan Bin Ahmed Al Qasimi;
- Szejka Noor Bint Sultan Al Qasimi (1979);
- Szejka Hoor Bint Sultan Al Qasimi (1980);
- Szejk Khalid Bin Sultan Al Qasimi (ur. 1980, zm. 1 lipca 2019 w Londynie)[1].